# 静栖戈尼蛛
静栖戈尼蛛（学名：Collinsia inerrans）为皿蛛科戈尼蛛属的动物。分布于古北区以及中国大陆的新疆、内蒙古、东北等地，一般生活于棉田。该物种的模式产地在欧洲。